# Golf op de Olympische Zomerspelen 1904

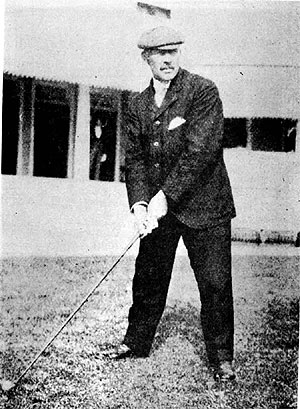
George Lyon, winnaar van de gouden medaille

Golf is een van de sporten die beoefend werden tijdens de Olympische Zomerspelen 1904 in St. Louis.

## Heren

### Individueel
De 75 deelnemers speelden 36 holes in de kwalificatie, waarna de beste 32 golfers in een match play toernooi om de prijzen speelden.
| rang   | sporter        | land |
| ------ | -------------- | ---- |
| Goud   | George Lyon    | CAN  |
| Zilver | Henry Egan     | USA  |
| Brons  | Burt McKinnie  | USA  |
| Brons  | Francis Newton | USA  |
| 5      | Harry Allen    | USA  |
| 5      | Albert Lambert | USA  |
| 5      | Mason Phelps   | USA  |
| 5      | Daniel Sawyer  | USA  |

### Team
Er namen 3 teams van ieder 10 golfers, er werden 36 holes gespeeld waarna de scores werden opgeteld.
| rang   | sporter | land | score                                        |
| ------ | --- | ---- | -------------------------------------------- |
| Goud   | Western Golf Association Henry Egan Daniel Sawyer Robert Hunter Kenneth Edwards Clement Smoot Warren Wood Mason Phelps Walter Egan Edward Cummins Nathaniel Moore                     | USA  | 1749 165 168 169 170 172 173 177 180 187 188 |
| Zilver | Trans-Mississippi Golf Association Francis Newton Henry Potter Ralph McKittrick Albert Lambert Frederick Semple Stuart Stickney Burt McKinnie William Stickney John Maxwell John Cady | USA  | 1770 172 174 175 176 177 178 182 186         |
| Brons  | United States Golf Association Douglas Cadwalader Allen Lard Jesse Carleton Simeon Price Harold Weber John Rahm Arthur Hussey Orus Jones Harold Fraser George Oliver                  | USA  | 1839 168 172 175 181 183 186 187 194 206     |

## Medaillespiegel
| rang   | land             | goud | zilver | brons | totaal |
| ------ | ---------------- | ---- | ------ | ----- | ------ |
| 1      | Verenigde Staten | 1    | 2      | 3     | 6      |
| 2      | Canada           | 1    | 0      | 0     | 1      |
| totaal | totaal           | 2    | 2      | 3     | 7      |

Parijs 1900 · 
St. Louis 1904 · 
Rio de Janeiro 2016 · 
Tokio 2020 · 
Parijs 2024 · 
Los Angeles 2028 
Olympische medaillewinnaars
Atletiek · Basketbal (demonstratie) · Boksen · Boogschieten · Gewichtheffen · Golf · Lacrosse · Roeien · Roque · Schermen · Schoonspringen · Tennis · Touwtrekken · Turnen · Voetbal · Waterpolo · Wielersport · Worstelen · Zwemmen